# Ali Agha
Ali Agha – wieś w Syrii, w muhafazie Al-Hasaka. W 2004 roku liczyła 960 mieszkańców.